# Suvi Mikkonen
Suvi Mikkonen (ur. 11 lipca 1988 w Saari na wyspie Dragsfjärd) – fińska zawodniczka uprawiająca taekwondo, dwukrotna olimpijka, medalistka mistrzostw Europy.

## Życiorys

### Wczesne lata
Urodziła się na jednej z małych, fińskich wysepek. Gdy była noworodkiem, jej rodzice przeprowadzili się na Florydę. Mieszkała również w Kostaryce i Argentynie. Od ponad dziesięciu lat mieszka na stałe w Madrycie. Kontynuowała swoje treningi i zaczęła studiować na uniwersytecie w Madrycie. Rozpoczęła treningi taekwondo na siłowni Florydzie w wieku czterech lat.

### Mistrzostwa lokalne i europejskie
Jest wielokrotnym mistrzem Finlandii i czterokrotnym mistrzem Skandynawii (2008, 2010, 2011, 2013). W 2009 roku brała udział w Uniwersjadzie w kategorii do 55 kg.
Mikkonen startowała w Mistrzostwach Świata w latach 2009, 2011, 2013 i 2015 oraz w zawodach Mistrzostw Europy w latach 2008, 2014 i 2016.
Na Mistrzostwach Europy w Baku w 2014 roku zdobyła brązowy medal w kategorii do 53 kg, co dotychczasowo jest jej najlepszym osiągnięciem w karierze.

### Igrzyska olimpijskie
W styczniu 2012 r. uzyskała kwalifikację na Letnie Igrzyska Olimpijskie w Londynie. Była ona jedyną przedstawicielką swojej konkurencji z Finlandii. W 1/8 pokonała Senegalkę 9-6, zaś w następnej rundzie przegrała z Chinką Hou Yuzhuo 2-7. Po przegranej trafiła do repasaży. W pierwszym pokonała Amerykankę Dianę López, zaś w drugim przegrała z reprezentantką Chińskiego Tajpej Tseng Li-cheng. W rezultacie zajęła 5. miejsce w końcowej klasyfikacji.
W 2016 roku zdobyła kwalifikację do Rio de Janeiro. W pierwszej rundzie wygrała z reprezentantką gospodarzy Julią Vasconselos dos Santos wynikiem 10-9, zaś w ćwierćfinale uległa Szwedce Nikicie Glasnović 4-7.

### Życie prywatne
Posiada piąty dan oraz czarny pas. Trenuje głównie w Hiszpanii i poza jej granicami. Biegle włada językiem fińskim, hiszpańskim i angielskim. Jej partnerem jest Jezus Ramal, który jest także jej trenerem.